# Jeß Andersen
Jeß Andersen (* 1924; † 28. Mai 2009) war ein deutscher Jurist.

## Leben
Andersen war von 1. September 1979 bis 31. März 1986 Richter am Bundesfinanzhof.